# ژاکلین دینر
ژاکلین دینر (انگلیسی: Jacqueline Deaner) یکی از شرکت‌کنندگان دوشیزه ایالات متحده آمریکا در سال ۲۰۰۵ بوده است.